# Ministerio de Obras Públicas (Panamá)
El Ministerio de Obras Públicas (MOP) es un ministerio de la República de Panamá que forma parte del Órgano Ejecutivo. Esta institución se encarga de gestionar las obras públicas y servicios de infraestructura pública y construir y mantener la red vial nacional. Los antecedentes de este ministerio son muy extensos iniciando con su antecedente más antiguo que sería la Secretaría de Obras Públicas de Panamá en 1904. El actual Ministerio de Obras Públicas fue establecido por la Ley n.º 35 del 30 de junio de 1978.